# スペンサー・ペイシンガー
スペンサー・ペイシンガー（Spencer Paysinger 1988年6月28日- ）はカリフォルニア州ロサンゼルス出身の元アメリカンフットボール選手。現役時代のポジションはラインバッカー。

## 経歴

### プロ入り前
オレゴン大学では、3シーズン先発を務め、最後の2シーズンは、チップ・ケリーヘッドコーチの下でプレーした。

### プロ入り後
2011年、ロックアウト終了後にドラフト外フリーエージェントでニューヨーク・ジャイアンツと契約した。この年彼はチーム4位となる8回のスペシャルチームでのタックルをあげた。また50回のスナップでしかディフェンス選手としてプレーしなかったが、そのうち5タックルを記録した。チームは第46回スーパーボウルで優勝を果たした。
2012年、第4週のクリーブランド・ブラウンズ戦で初先発した。ジャイアンツには2014年まで所属し、主にスペシャルチームで起用された。
2015年4月2日、マイアミ・ドルフィンズと1年契約を結んだ。2016年には再契約を結び、この2年間で57タックルを記録した。
2017年シーズン開幕前にニューヨーク・ジェッツと契約するも、9月1日にリリースされた。12月5日にカロライナ・パンサーズと契約したが3試合に出場したのみでリリースされた。その後現役引退を表明した。